# Резиденца-Дорика (Салерно)
Резиденца-Дорика је насеље у Италији у округу Салерно, региону Кампанија.
Према процени из 2011. у насељу је живело 51 становника. Насеље се налази на надморској висини од 41 м.